# Monika Karsch
Monika Karsch (Schongau, 22 de diciembre de 1982) es una deportista alemana que compite en tiro, en la modalidad de pistola.
Participó en dos Juegos Olímpicos de Verano, en los años 2016 y 2020, obteniendo una medalla de plata en Río de Janeiro 2016, en la prueba de pistola 25 m.
En los Juegos Europeos consiguió tres medallas, oro y bronce en Bakú 2015 y plata en Minsk 2019. Ganó cinco medallas en el Campeonato Europeo de Tiro entre los años 2013 y 2021.

## Palmarés internacional
| Juegos Olímpicos   | Juegos Olímpicos        | Juegos Olímpicos  | Juegos Olímpicos   |
| Año                | Lugar                   | Medalla           | Prueba             |
| ------------------ | ----------------------- | ----------------- | ------------------ |
| 2016               | Río de Janeiro (Brasil) | Medalla de plata  | Pistola 25 m       |
| Juegos Europeos    |                         |                   |                    |
| Año                | Lugar                   | Medalla           | Prueba             |
| 2015               | Bakú (Azerbaiyán)       | Medalla de oro    | Pistola 10 m       |
| 2015               | Bakú (Azerbaiyán)       | Medalla de bronce | Pistola 25 m       |
| 2019               | Minsk (Bielorrusia)     | Medalla de plata  | Pistola 25 m mixto |
| Campeonato Europeo |                         |                   |                    |
| Año                | Lugar                   | Medalla           | Prueba             |
| 2013               | Osijek (Croacia)        | Medalla de bronce | Pistola 25 m       |
| 2014               | Moscú (Rusia)           | Medalla de plata  | Pistola 10 m       |
| 2017               | Bakú (Azerbaiyán)       | Medalla de oro    | Pistola 25 m       |
| 2019               | Lonato (Italia)         | Medalla de oro    | Pistola 25 m       |
| 2021               | Osijek (Croacia)        | Medalla de plata  | Pistola 25 m       |